# 명지대학교
명지대학교(明知大學校, Myongji University)는 서울특별시 서대문구와 경기도 용인시 처인구에 캠퍼스를 둔 4년제 종합 사립대학이다. 학교법인 명지학원 산하의 대학으로, 사랑, 진리 봉사의 정신에 입각해 1948년 설립되었다.

## 연혁
명지대학교는 1948년 7월 유상근(兪尙根)이 재단법인 무궁학원(無窮學園)을 설립하여 같은 해 9월 서울 중구 북창동에서 서울고등가정학교로 개교하였다. 초대 교장에 김재준(金在俊)이 취임하였으며, 1952년 7월 2년제 근화여자초급대학(槿花女子初級大學)으로 개편하고 학장에 전호덕(全浩德)이 취임하였다. 1955년 대학명칭을 서울여자초급대학으로 변경한다. 1956년 남녀공학 서울문리사범대학을 설립하고, 1963년 지금의 4년제 명지대학으로 교명을 변경한다. 재단법인 무궁학원은 학교법인 명지학원으로 개칭하였다.
1983년 종합대학으로 승격하게 된다. 1979년 용인캠퍼스를 건설하게 되고, 1983년 대학본부를 용인캠퍼스로 이전한다. 1989년 계열별 이원화를 인가받아 서울 신촌 인근 남가좌동의 경상, 인문계열 "인문캠퍼스"와, 경기 용인시에 이과, 공과대학, 예체능 등의 자연캠퍼스로 계열별로 캠퍼스를 이원화하게 된다.
- 1948~1963 제1기 태동기
  - 1948.07 재단법인 무궁학원으로 서울고등가정학교 설립
  - 1948.09 서울고등가정학교 개교
  - 1952.07 서울고등가정학교를 폐지하고 근화여자초급대학 설립
  - 1955.03 대학명칭을 서울여자초급대학으로 변경
  - 1956.02 서울여자초급대학을 폐지하고 2년제 남녀공학 서울문리사범대학 설립
  - 1963.10 대학명을 명지초급대학으로 변경

- 1963~1983 제2기 성장기
  - 1963.12 명지초급대학을 4년제인 명지대학으로 개편
  - 1964.01 재단법인 명지학원을 학교법인 명지학원으로 조직변경
  - 1967.12 대학원 신설
  - 1973.01 대학원 박사과정 설치
  - 1976.01 대학본부를 남가좌동 캠퍼스로 이전
  - 1979.07 용인캠퍼스 착공식
  - 1983.03 대학본부를 용인캠퍼스로 이전

- 1983~1990 제3기 발전기
  - 1983.09 종합대학교로 승격
  - 1984.11 정보산업대학원 설립 인가
  - 1986.12 부설교육기관 사회교육원 설립
  - 1987.11 사회교육대학원 설립 인가
  - 1988.11 무역대학원 설립인가
  - 1989.10 계열별 이원화 인가
    - 용인캠퍼스 : 이과대학, 공과대학, 예체능대학
    - 서울캠퍼스 : 인문대학, 법정대학, 경상대학

  - 1990.11 산업기술대학원 설립 인가

- 1992~현재 제4기 도약기
  - 1992.11 교육대학원 설립 인가
  - 1993.09 교통대학원 설립 인가
  - 1995.08 인문캠퍼스 부설 사회교육원 설립 (설립인가)
  - 1995.10 교통대학원 및 지방자치대학원을 설립인가
  - 2000.07 정보통신경영대학원 및 문화예술대학원 신설
  - 2001.07 정보통신과학전문대학원 설립 인가
  - 2002.03 캠퍼스 명칭 변경(용인캠퍼스→자연캠퍼스, 서울캠퍼스→인문캠퍼스)
  - 2002.03 건축대학 신설
  - 2004.03 사회과학대학 신설
  - 2004.03 정보통신경영전문대학원 폐지 및 정보통신경영대학원 신설
  - 2004.07 명지대학교 산학협력단 설치
  - 2005.03 부동산유통경영대학원 신설
  - 2005.08 일반대학원을 대학원으로 명칭변경
  - 2006.04  국제대학원 신설
  - 2006.11  기록과학대학원을 폐지하고, 기록정보과학전문대학원을 신설
  - 2008.09  명지 VISION 2015 "사랑과 창조의 글로벌 리더" 선포. 건강한 영성과 섬김의 리더 양성, 국내 10대 명문사학 진입 글로벌 스탠다드의 대학환경 조성
  - 2009.03  공과대학 13개 전학과 「공학교육인증」획득
  - 2009.07  경영대학 3개 전학과 「경영학교육인증」획득

### 역대총장
(초급대학과 4년제 명지대학 이후)
| - 제1대 박일경 (1984.03.01~1987.02.27) - 제2대 유상근 (1988.02.01~1992.01.31) - 제3대 이영덕 (1992.02.01~1993.12.31) - 제4대 고건 (1994년.03.17~1997.03.05) | - 제5대 송자 (1997.06.30~2000.08.07) - 제6대 선우중호 (2000.12.04~2004.12.03) - 제7대 정근모 (2004.12.06~2007.09.30) - 제8~12대 유병진 (2008.01.01~2024.12.31) - 제13대 임연수 (2025.01.01~) |  |

## 위치
명지대학교는 인문캠퍼스와 자연캠퍼스로 구성되어 있다.
- 인문캠퍼스(인문사회계열)

- 서울특별시 서대문구 거북골로 34

- 자연캠퍼스(자연과학계열)

- 경기도 용인시 처인구 명지로 116

## 교육
명지대학교는 '사랑·진리·봉사'를 대학이념으로 삼고 있다. '명지'는 "지식과 지혜를 밝혀 가르친다"라는 뜻을 갖고 있다. 교훈은 ‘실천을 통하여 성실하고 유능한 일꾼이 되자’이다. 기독교 정신을 바탕으로 학술의 연구·교수와 국가발전과 민족문화 창달에 기여할 인재 양성을 교육목적으로 하고 있다.

## 위상 및 활동
80년대부터 명문대학으로서 명성이 자자했던 명지대학교는 13만명의 지식인을 배출하여 정·재계, 문화, 스포츠 등 대한민국 사회 전반에 걸쳐 수많은 각계각층의 주요인사들이 활약하고 있다. 특히 대한민국의 산업화, 근대화에 큰 공헌을 했으며, 2013년 통계 기준으로 500대 대기업 CEO 배출순위 전국 대학 9위, 2013년에는 명지대 출신 CEO 연봉순위 전국대학 6위, 서울대, 연세대 다음으로 3번째로 많은 최첨단 IT, 인터넷, 게임관련 기업 CEO가 배출되었다.
2014년 기준 금융권, 은행권 행장급 CEO가 명지대 출신이 공동 5위를 기록했다.

## 부속기관

### 도서관
명지대학교 도서관은 1956년 유상근 설립자의 애장도서 5,000 여권을 기증받아 서울문리실과 대학도서관으로 개관된 이래 현재 1,100,000권의 장서를 갖추어 지식기반사회의 시대 흐름에 맞춰 전자학술지, 데이터베이스 등의 새로운 전자형태의 학술정보자료를 확보하여 교수와 학생의 학문연구 및 학습을 지원하는데 있어서 수준 높은 서비스를 제공하고 있다. 1996년 명지대학교 학술정보시스템(MULIS)을 개발, 도서관업무를 전산화하기 시작하였고 2002년 중앙도서관으로 개칭하였다가 2004년 도서관으로 다시 개칭하였다. 2007년에는 통합전자도서관 구축을 목표로 통합 학술정보서비스 시스템을 구축하여 업무효율성을 높이고 이용자 중심의 서비스를 극대화하여 정보화시대에 부응하는 도서관으로서의 기능과 역할을 수행하고 있다. 2011년에는 '한국도서관상'(한국도서관협회 주관)을 수상하였다.
명지대학교 방목학술정보관은 2010년 개관한 대한민국 최초의 유비쿼터스 도서관이다. 최첨단 시설과 방대한 학술자료를 포함해 기존 도서관 패러다임을 바꾼 국내 최고의 대학 도서관으로 자리매김 하였다.

### 전산정보원
전산정보원은 1981년 전자계산소라는 이름으로 출발하여 정보처리 체계 구축과 보급 확산의 단계를 넘어서 대학 전반의 제도개선과 업무방식 혁신 등 생산성 제고 중심의 정보화를 추진하는 주체가 되고 있다. 2002년 종합정보시스템의 구축으로 행정업무의 효율성을 높이고 모든 대학 구성의 정보 능력을 제고하여 새로운 변화에 대한 적응력을 함양하고 있으며 온라인 교육 및 행정을 강화하여 대학교육, 학술, 연구 활동을 극대화하기 위한 정보화 환경 기반을 구축하여 활용할 수 있도록 하고 있다.

### 박물관
명지대학교 박물관은 유상근 설립자의 가전소장품을 기증받아 기초를 마련하여 1979년 개관하였다. 종합박물관으로서 전통문화의 보존과 전승에 노력하며 고고, 역사, 미술, 민속에 관련된 자료들을 소장·전시함을 통하여 학생들의 교육 활동을 지원하고 전통문화에 대한 인식을 고취시키는 역할을 하고 있다. 개관 이후 꾸준한 학술조사와 기증․ 구입 등을 통해 소장자료를 확충해 약 5,000여점을 소장하고 있으며 소장자료 및 지역사회의 문화유적에 대한 학술연구 및 보존활동, 문화유산답사 등의 교육프로그램을 진행하고 있다.

### 출판부
출판부는 1969년 10월 15일 문화공보부에 출판부 등록을 마치면서 정식으로 대학출판부로 출범하였다. 학술도서, 교양도서, 고전국역도서, 대학문고, 논문집등 1백여종이상의 도서를 발간하였다.

### 생활관
인문캠퍼스 생활관은 2006년 개관하여 309개의 침실에 864명을 수용할 수 있다. 세미나실, 체력단련실 등이 있다. 자연캠퍼스 생활관은 5개동으로 나뉘어 남학생 1,237명, 여학생 635명으로 총 1,872이 생활하고 있다. 기숙사 내에 식당은 2015년 기준 명덕관 지하1층, 3동앞 1층 총2개로 외부업체 위탁하에 운영되고 있다.

### 언어교육원
언어교육원은 오디오, 사운드 라이브러리 시스템, 비디오 시스템으로 된 최상의 기재를 설비하여 1·2학년 학생들과 영어영문·중어중문·일어일문·아랍지역학과의 어학실습을 실시하며 학기 중에는 전교생을 대상으로 비디오, 컴퓨터, 오디오 시스템을 개방하고 있으며, 방학기간중 다양한 특강 프로그램을 실시하여 학생들의 외국어 교육향상에 지대한 효과를 올리고 있다.

### 고시원
고시원은 각종 국가시험을 준비하는 학생들을 돕고자 1991년 3월에 설립되었다. 기존의 각 단과대학별로 운영되던 고시반을 통합하여 사법고시반, 외무·행정고시반, 공인회계사반, 기술고시반으로 고시반을 편성하여 운영하고 있다. 4개반으로 구성 운영되고 있으며, 사법고시, 외무·행정고시, 공인회계사의 3개 반을 서울캠퍼스 명진제에, 그리고 기술고시반은 용인캠퍼스 기숙사내에 각각 설치 운영하고 있다. 고시원의 주된 기능과 목적은 학생들이 효과적인 수험준비를 할 수 있도록 최대한 지원하는 데 있으며, 이를 위해 선발시험을 거쳐 고시반에 입실한 고시원생들에 대해서는 다양한 혜택을 제공하고 있다.

### 명지미디어센터
명지미디어센터는 2008년 3월부터 학내 미디어매체인 명대방송국, 명대신문사, 영자신문사를 통합하여 설치되었다.

#### 명대방송국(MBS)
명대방송국은 교내의 뉴스와 공지사항을 신속하게 전달하고, 오디오 방송과 인터넷 방송으로 나누어 학생들의 교육과 교양 및 홍보활동에 도움이 될 수 있는 각종 프로그램을 제작하여 방송한다. 영상 및 오디오의 색다른 콘텐츠 기획을 연출하는 제작부, 보도 및 다큐 프로그램으로 발 빠른 소식과 정보를 전달하는 보도부, 방송국 기자재 관리 및 영상 편집을 담당하는 기술부 그리고 아나운서부로 나뉜다. 주5일 60분씩, 주간 300분의 정규방송을 통하여 대학교육과 대학문화발전에 기여하고 있으며 정기적인 행사로 매 해마다 'MBS백마가요제'와 '미지넷 영상페스티벌'을 개최하여 교내외 대학생들의 적극적인 참여와 화합을 도모하도록 하고있다.

#### 명대신문사
명대신문사는 1954년 11월 '근화학보'로서 창간호를 발간하였다. 신문사는 설립정신을 선양하고 건전한 학풍진작과 학술연구의 발표 및 올바른 학내여론을 창달하는 임무를 행한다. 교내의 소식을 취재하는 보도부와 교외의 소식을 취재하는 기획부로 나뉜다. 격주 발행을 규칙으로 하고 있으며 정기적인 행사로 매 해마다 '백마문화상'을 개최하고 있다. 학교 발전과 더불어 전통을 이어온 본 신문은 '문리사대학보', '물리실과대학보', '명지대학보'등의 명칭을 거쳐 1966년 10월 현재의 '명대신문'으로 발전하였다.

#### 영자신문사
영자신문사 더 명지 프레스(The Myongji Press)는 1974년 3월 명대신문의 자매지로서 타블로이판 4면 창간호를 발행하였다. 이후 명대신문과 독립하여 6면, 8면 등 계속된 증면을 거쳐서 1994년에 타블로이드 잡지 식으로 변환하여 발행하였다. 영자신문 발행 외에 주관하는 행사로는 봄 학기의 체험주간과 가을 학기의 영어수필 대회가 있다. 체험주간 중에 영자 신문사의 기자들은 신입생과 재학생을 상대로 홍보 활동을 하고, 11월에는 명지대학교 학생들과 국내 대학생들을 대상으로 영어수필 대회를 열고 있다.

## 사건과 비판
현재 명지학원의 비리와 막대한 투자손실로 인해 파산과 폐교 위기에 직면해있다. 현 상황을 타개하기 위해서 같은 학원내 명지전문대학과 통합을 추진하고 있다.
여러차례 공청회 끝에 2022년 12월 9일 명지대-명지전문대 통합 최종안이 제5차 통합추진위원회에서 의결됐다. 통합 명지대학교 학사 구조 최종안에 따르면, 서울캠퍼스는 7개 단과대학, 47개 학과(전공), 용인캠퍼스는 5개 단과대학, 30개 학과(전공)로 개편된다. 철학과·수학과·물리학과·바둑학과 등은 통합 명지대학교가 출범할 경우 2025년에 폐과할 예정이다. 바둑학과 폐과한다는 안건이 들어있자 바둑학과 학생회 및 대한바둑협회뿐만 아니라 해외 바둑인들마저 반발하기 시작했다.
곧이어 교육부로부터 종합감사를 받았으며, 2022년 12월 21일자로 감사결과를 발표했다. 2021년 명지대 교직원이 교육용 재산 토지 18개 필지 처분을 담당하면서 계약자가 매입대금 435억원 가운데 20억원만 납부했음에도 17개 필지의 토지 소유권을 계약자에게 부당하게 이전한 것으로 드러났다.

## 같이 보기
- 명지병원
- 명지전문대학
- 명지고등학교
- 명지중학교
- 명지초등학교
- 명지유치원